# Oliarus inermis
Oliarus inermis är en insektsart som beskrevs av Van Stalle 1991. Oliarus inermis ingår i släktet Oliarus och familjen kilstritar. Inga underarter finns listade i Catalogue of Life.